# Estola diversemaculata
Estola diversemaculata là một loài bọ cánh cứng trong họ Cerambycidae.